# Annibale Carracci
Annibale Carracci (3 de novembre de 1560, Bolonya - 15 de juliol de 1609, Roma) va ser un pintor i gravador del barroc italià. Representa una línia continuista del classicisme renaixentista davant el naturalisme de Caravaggio.

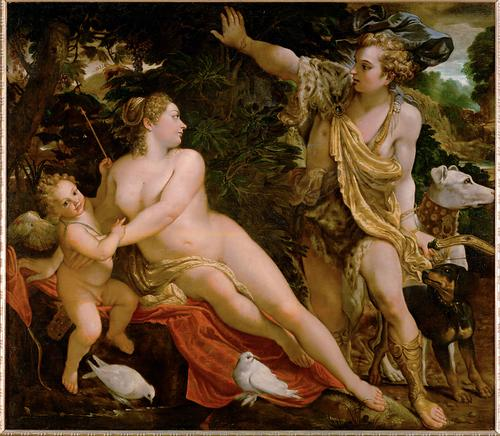
“Cupido junt a Venus descoberta per Adonis” quadre d'Annibale Carracci (1595), Museu del Prado, Madrid.

El 1582, Annibale, el seu germà Agostino i el seu cosí Ludovico Carracci van obrir l'acadèmia de pintors  Accademia dei desiderosi  (Desitjosos de fama i d'aprendre), posteriorment es va anomenar "Accademia degli incamminati" (progressistes); i finalment la "Escola dels Eclèctics" per a la formació d'artistes. Precedent de les acadèmies actuals doncs els aprenents no només aprenien un ofici sinó que complementaven la seva formació amb estudis teòrics.
Annibale és el més destacat dels artistes de la família, col·labora amb ells en la realització d'alguns frescos, però és ell qui treballa a Roma al servei de diferents papes.
Pocs anys després Claude Mellan (1598-1688), faria evolucionar el sistema de gravats d'Annibale Carracci.